# علي أباد (باغ صفا)
علي أباد (بالفارسية: علی‌آباد) هي قرية تقع في إيران في قسم باغ صفا الريفي. يقدر عدد سكانها بـ 45 نسمة .